# Bozzente
Il Bozzente (Bozént o Bosént in lingua lombarda) è un torrente della Lombardia.

## Geografia

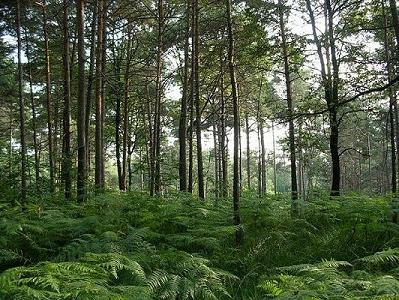
Scorcio del Parco della Pineta di Appiano Gentile e Tradate, dove nasce il Bozzente

Il torrente Bozzente nasce nel cuore del Parco della Pineta di Appiano Gentile e Tradate. Non esiste una sorgente vera e propria, ma il torrente si ingrossa grazie al contributo di numerosi ruscelli che scorrono nelle linee di impluvio di vari bacini. Il più settentrionale è quello che si individua nel comune di Castelnuovo Bozzente a sud delle località Pasquè e Muntech, mentre più a meridione un importante contributo alla portata del Bozzente viene dato nel comune di Appiano Gentile nella zona di San Bartolomeo in Bosco.
Il corso d'acqua è inoltre alimentato da una moltitudine di piccoli affluenti. Il Bozzente scorre poi tra i boschi del Parco della Pineta di Appiano Gentile e Tradate lambendo poi Carbonate. A Mozzate riceve da sinistra il suo principale tributario, il torrente Antiga. Successivamente il Bozzente torna a scorrere in una vasta area naturale, il Bosco del Rugareto, interessando i territori comunali di Cislago, Gerenzano e Rescaldina.
Il corso d'acqua prosegue attraversando un'area prevalentemente agricola. Giunto in territorio di Origgio, inizia a scorrere in un'area maggiormente urbanizzata. A Lainate sottopassa l'Autostrada dei Laghi e il Canale Villoresi, dopodiché il torrente attraversa un contesto fortemente antropizzato, imbrigliato in argini in cemento armato. Entrato in territorio di Rho, scorre quasi interamente sotto il livello stradale. Riappare nei pressi della stazione di Rho confluendo, dopo pochi metri a sud dell'impianto ferroviario, nel fiume Olona.
A Rho, all'imbocco del tratto tombinato, si diparte dal Bozzente uno scolmatore, che entra in azione nei periodi caratterizzati da intense precipitazioni, deviando la portata in eccesso nel Canale Scolmatore di Nord Ovest. Il grado di inquinamento del Bozzente è decisamente elevato.
Il Bozzente è, dopo la Lura, il secondo maggior tributario del fiume Olona.

## Comuni attraversati
Il torrente Bozzente interessa i territori di tre province: Como, Varese e Milano. I comuni bagnati sono, invece, dodici.
 Provincia di Como
- Castelnuovo Bozzente
- Appiano Gentile
- Carbonate
- Mozzate

 Provincia di Varese
- Cislago
- Uboldo
- Origgio
- Gerenzano

 Città metropolitana di Milano
- Rescaldina
- Nerviano
- Lainate
- Rho

## Affluenti
- Valle di Muggio
- Vaiadiga
- Lambarin
- Fosso delle Valli
- Antiga

## Storia

### La deviazione dell'Olona nell'alveo del Bozzente

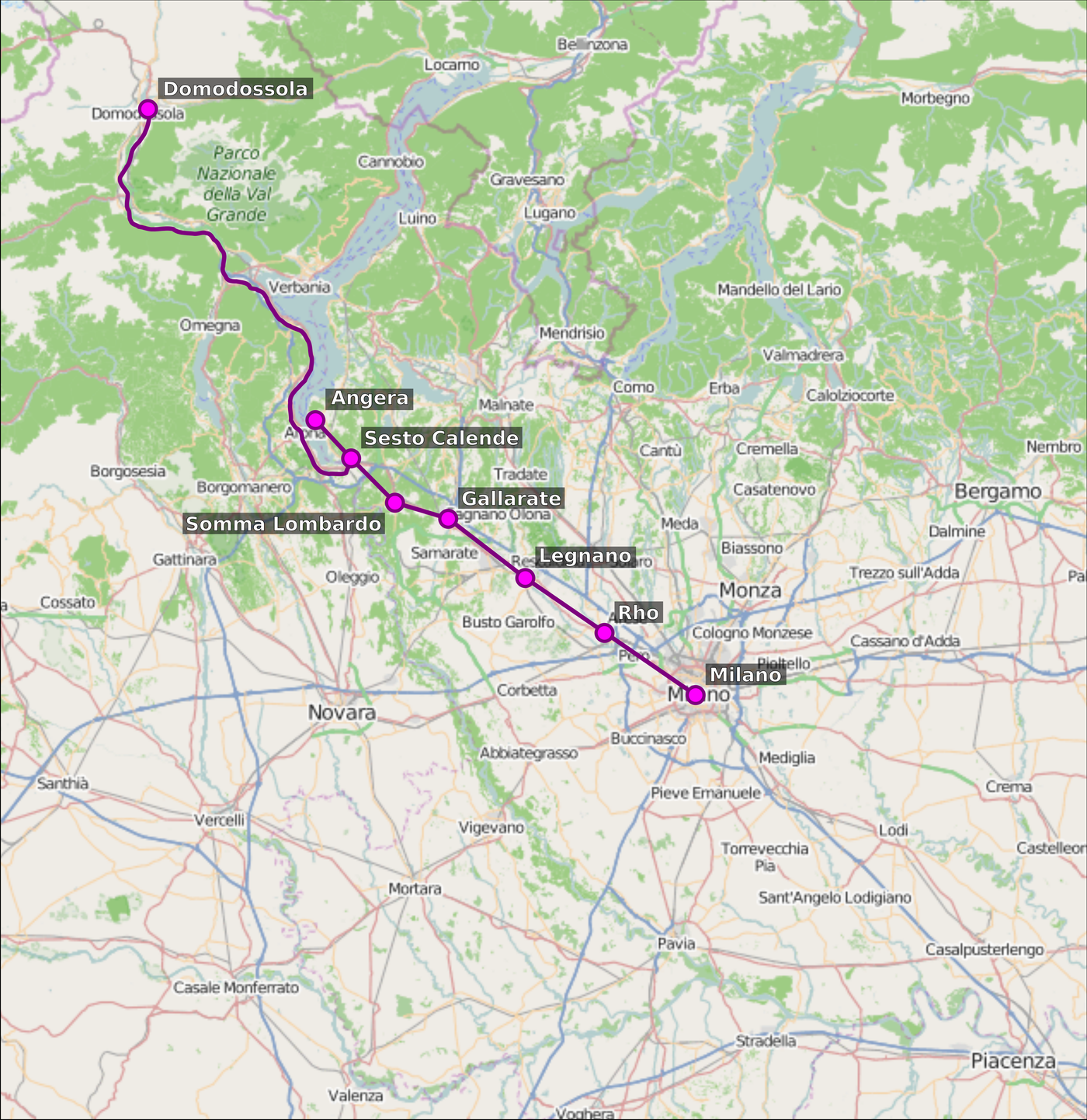
Percorso della via Severiana Augusta

Non sempre il Bozzente è confluito nell'Olona: in origine aveva un alveo autonomo che lo portava a raccogliere le acque del Lura, del Merlata e a dirigersi verso Milano confluendo poi nel Pudiga.
L'Olona, originariamente, all'altezza di Lucernate, frazione di Rho, proseguiva lungo il suo alveo naturale piegando verso sud e attraversando la moderna Settimo Milanese per poi passare a diversi chilometri da Milano percorrendo in seguito l'alveo dell'Olona inferiore o meridionale e sfociare nel Po a San Zenone. L'Olona fu deviato dagli antichi Romani verso Milano a causa del fabbisogno d'acqua della popolazione della città, diventata molto numerosa con il passare dei secoli: il modesto regime idrico di Seveso e Pudiga non era infatti più sufficiente a soddisfare le sue necessità.
L'Olona fu deviato verso Milano anche per un altro motivo: avere un corso d'acqua che costeggiasse interamente la via Severiana Augusta, antica strada romana che congiungeva Mediolanum (la moderna Milano) con il Verbannus Lacus (il Lago Verbano, ovvero il Lago Maggiore). Parte del tracciato della via Severiana Augusta, che venne utilizzato anche nel Medioevo e nei secoli seguenti, fu ripreso da Napoleone Bonaparte per realizzare la strada statale del Sempione.
Gli antichi Romani reputarono fondamentale avere una via d'acqua che costeggiasse la via Severiana Augusta per dare un cospicuo incremento ai commerci lungo questa strada, soprattutto considerando il maggiore carico trasportabile sui barconi fluviali rispetto al semplice trasporto terrestre. L'opera di deviazione dell'Olona verso Milano venne realizzata in concomitanza alla costruzione della via Severiana Augusta, ovvero nei primi anni dell'Era volgare, cioè tra la fine dell'era repubblicana e i primi decenni dell'età imperiale romana.

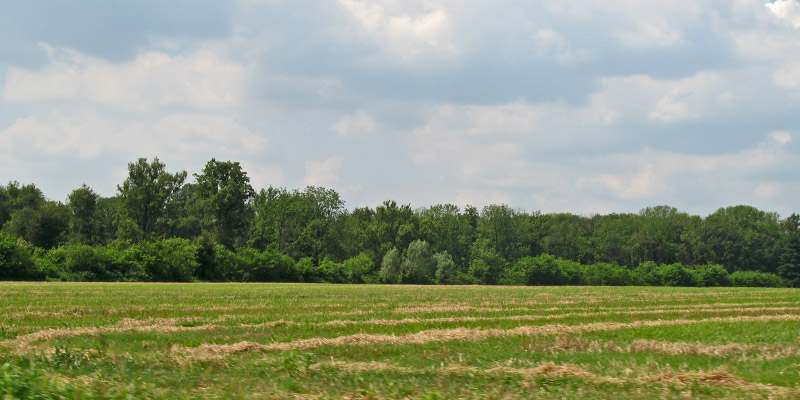
Area boschiva a Origgio

Il nuovo alveo artificiale dell'Olona fu scavato ex novo solo per un breve tratto: giunti a Rho al torrente Bozzente, i progettisti allargarono il suo letto per poter accogliere una maggior portata d'acqua, quella dell'Olona. A monte il Bozzente originariamente attraversava il centro di Cislago, sfiorava quello di Gerenzano, lambiva Uboldo e si perdeva nei boschi tra Origgio e Lainate.
Infatti solo in periodi di grandi piogge il Bozzente riceveva l'apporto del Gradeluso (a sua volta ingrossato dal Fontanile di Tradate), ingrossandosi maggiormente, raggiungendo l'alveo che poi sarebbe diventato quello dell'Olona e che era, in regime normale, in secca. In regime di piena il Bozzente proseguiva poi il suo corso raccogliendo le acque del Lura dirigendosi verso Milano e confluendo poi, come già accennato, nel Pudiga. Il tratto rhodense dell'antico corso del Bozzente era di fatto una strada, che in tempi di piogge copiose poteva accogliere le acque in eccesso del torrente.
Normalmente il Gradeluso, il Fontanile di Tradate e il Bozzente non si univano fra loro. Il primo si perdeva nei pressi della Cascina Massina di Cislago, mentre il secondo nei Boschi Ramascioni di Gorla Minore. Con le piogge i paesi di Cislago, Gerenzano, Uboldo, Origgio e Lainate erano sovente rovinosamente colpiti dalle piene: per questo si cercò più volte di modificare il percorso dei tre torrenti.

### I secoli successivi
Così come quello dell'Olona, il percorso del Bozzente fu deviato più volte, con il contributo del Ducato di Milano e dei Conti Borromeo sin dai primi anni del XVII secolo, per impedirne lo straripamento e le conseguenti alluvioni dei paesi che si trovavano lungo l'antico corso.
È poi nel 1603, con il Contratto Borromeo, che il Bozzente fu sbarrato da una grande chiusa nei pressi di San Martino, a monte di Cislago e condotto ad immettersi in un nuovo alveo, denominato Cavo Borromeo, che scorreva tra i boschi, lontano dai centri abitati. Nel Cavo Borromeo fu fatto confluire anche il Gradeluso, che divenne tributario a tutti gli effetti del Bozzente. 

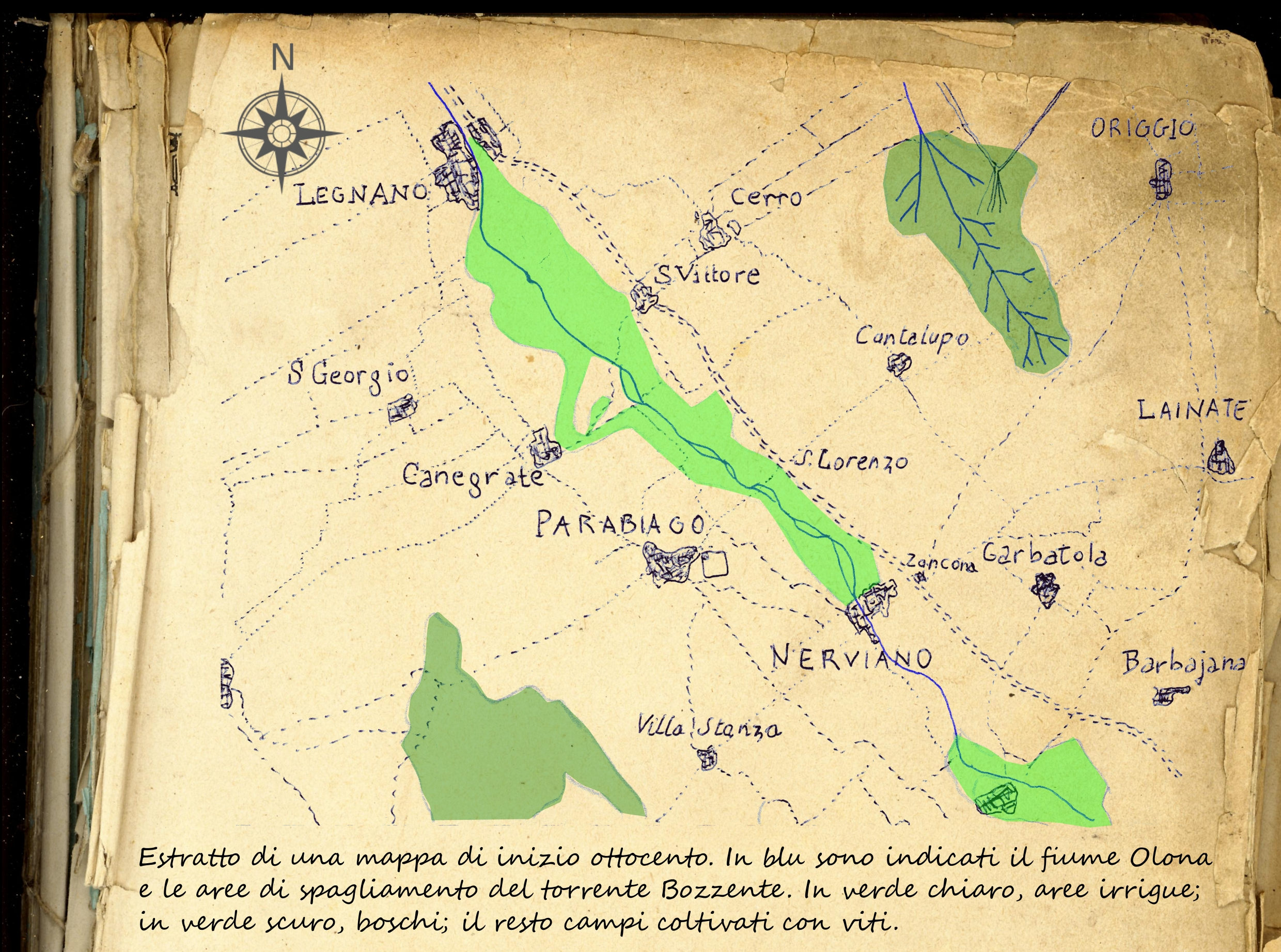
Estratto di una mappa di inizio ottocento. In blu sono indicati il fiume Olona e le aree di spagliamento del torrente Bozzente. In verde chiaro, aree irrigue; in verde scuro, boschi; il resto campi coltivati con viti.

Nel XVIII secolo, però, la grande chiusa che sbarrava il Bozzente presso San Martino si rovinò, cosicché gran parte delle acque del torrente ripresero a scorrere nell'antico alveo naturale. Al Cavo Borromeo restò, invece, indirizzata una piccola parte di portata del Bozzente più l'intera portata del Gradeluso. I comuni cercarono di fronteggiare la nuova situazione realizzando canali scolmatori che dal vecchio alveo naturale riconducevano le acque al Cavo Borromeo. Ciò non servì, però, a risparmiarli da alcune devastanti alluvioni, che videro anche l'unione del Fontanile al Gradeluso.
Nel 1762 iniziarono così dei nuovi lavori di sistemazione dei corsi d'acqua. Il Bozzente tramite la creazione di un nuovo alveo a monte di Cislago fu condotto ad immettersi totalmente nel Cavo Borromeo. Il Gradeluso ebbe un nuovo corso che lo portava a perdersi nei boschi posti a settentrione della Cascina Visconta di Cislago. Il Fontanile ebbe argini rinforzati e la sistemazione della sua area di sparpagliamento nei boschi ad est di Gorla Minore.

### I lavori più recenti
L'area di spagliamento del Bozzente fu oggetto di importanti interventi. All'altezza di Gerenzano fu creata la Roggia Maestra, che aveva lo scopo di prelevare un terzo della portata del torrente disperdendola nei boschi circostanti. La portata residua del Bozzente si dirigeva invece verso i boschi di Origgio, dove tramite un sistema di rogge e canaletti andava ad esaurirsi. In caso di forti piogge fu, inoltre, realizzato un canaletto che scolmava le acque in eccesso nel fiume Olona.
Nel corso del XX secolo la sempre più forte urbanizzazione dei territori a ridosso dell'area di spagliamento, la mancanza di importanti interventi di manutenzione e il sempre maggior grado di inquinamento del corso d'acqua, determinarono la decisione di abbandonare l'area di spagliamento di Origgio, portando il Bozzente ad immettere interamente e stabilmente la sua portata nel fiume Olona. Così dal 1960 le acque del Bozzente scorrono canalizzate nei comuni di Origgio, Lainate, Nerviano e Rho, sino a confluire nell'Olona, di cui il Bozzente è divenuto di fatto il secondo maggior tributario dopo il Lura.
Dagli anni Ottanta, poco prima della confluenza nell'Olona, il Bozzente può immettere parte delle sue acque di piena, tramite un apposito canale nel Canale Scolmatore di Nord Ovest, che purtroppo data la pessima condizione delle acque del torrente, ha suscitato non poche polemiche poiché immette le sue acque inquinate nel Ticino, che è notevolmente più pulito.